# Grabowo Leśne
Grabowo Leśne (deutsch Grabowo, 1938 bis 1945 Hasenheide) ist ein kleiner Ort in der polnischen Woiwodschaft Ermland-Masuren und gehört zur Landgemeinde Janowiec Kościelny im Powiat Nidzicki (Kreis Neidenburg).

## Geographische Lage
Grabowo Leśne liegt in der südwestlichen Mitte der Woiwodschaft Ermland-Masuren, zwölf Kilometer südlich der Kreisstadt Nidzica (deutsch Neidenburg). Bis 1945 verlief wenige Kilometer östlich des Ortes die deutsch-polnische Staatsgrenze.

## Geschichte
Die damals Grabau genannte Försterei wurde 1411 als Gut gegründet und erhielt erst Jahre später den Ortsnamen Grabowo. Die Försterei war in die Oberförsterei Grünfließ (polnisch Napiwoda) einbezogen.
1874 kam der Forstgutsbezirk Grabowo zum Amtsbezirk Bialutten (polnisch Białuty) im ostpreußischen Kreis Neidenburg. Im Jahre 1910 zählte Grabowo 21 Einwohner.
Am 1. Dezember 1938 gab Grabowo seine Eigenständigkeit auf und wurde in die Landgemeinde Napierken (1938 bis 1945 Wetzhausen (Ostpr.), polnisch Napierki) eingegliedert. Zehn Jahre später – am 3. Juni (amtlich bestätigt am 16. Juli) 1938 wurde Grabowo aus politisch-ideologischen Gründen der Abwehr fremdländisch klingender Ortsnamen in „Hasenheide“ umbenannt.
In Kriegsfolge wurde Hasenheide 1945 mit dem gesamten südlichen Ostpreußen an Polen überstellt und erhielt die polnische Namensform „Grabowo Leśne“. Die kleine Siedlung ist heute eine Ortschaft innerhalb der Gmina Janowiec Kościelny im Powiat Nidzicki, bis 1998 der Woiwodschaft Olsztyn, seither der Woiwodschaft Ermland-Masuren zugehörig.

## Kirche
Bis 1945 war Grabowo resp. Hasenheide in die evangelische Kirche   Kandien (polnisch Kanigowo) bzw. in die evangelische Kirche Bialutten (Białuty) in der Kirchenprovinz Ostpreußen der Kirche der Altpreußischen Union, außerdem in die römisch-katholische Kirche Napierken (1938 bis 1945 Wetzhausen (Ostpr.), polnisch Napierki) im damaligen Bistum Ermland eingepfarrt. Heute gehört Grabowo Leśne katholischerseits zu Napierki, das jetzt dem Erzbistum Ermland zugeordnet ist, evangelischerseits zur Heilig-Kreuz-Kirche Nidzica in der Diözese Masuren der Evangelisch-Augsburgischen Kirche in Polen.

## Verkehr
Grabowo Leśne liegt östlich der Schnellstraße 7 und ist von der Anschlussstelle Napierki aus auf direktem Wege zu erreichen. Eine Anbindung an den Bahnverkehr besteht nicht.